# Sankt Olofs distrikt
Sankt Olofs distrikt är ett distrikt i Simrishamns kommun och Skåne län. 
Distriktet ligger nordväst om Simrishamn. 

## Tidigare administrativ tillhörighet
Distriktet inrättades 2016 och utgörs av socknen Sankt Olof i Simrishamns kommun.
Området motsvarar den omfattning Sankt Olofs församling hade vid årsskiftet 1999/2000.